# Eerste klasse 1910-11 (voetbal België)
Het seizoen 1910/11 van de Belgische Eerste Klasse begon in het najaar van 1910 en eindigde in de lente van 1911. Het was het zestiende officieel seizoen van de hoogste Belgische voetbalklasse. De officiële benaming destijds was Division d'Honneur of Eere Afdeeling.
CS Brugeois behaalde zijn eerste landstitel, met één punt voorsprong op stadsgenoot FC Brugeois. Het was de eerste landstitel voor een Vlaamse club. FC Brugeois, dat de vorige seizoen al verscheidene malen naast de titel had gegrepen, miste ook nu nipt de titel en moest de eer van eerste Brugse landskampioen laten aan de jongere rivaal CS Brugeois.

## Gepromoveerde teams
Voor het seizoen was RC Malines als kampioen gepromoveerd uit Tweede Klasse.

## Degraderende teams
Na het seizoen zakte de laatste in de eindstand, SC Courtraisien, terug naar de Tweede Klasse.

## Clubs
Volgende twaalf clubs speelden in 1910/11 in Eerste Klasse. De nummers komen overeen met de plaats in de eindrangschikking:
| # kaart | Stam- nummer | Club                      | Plaats              | Stadion                                           | # seiz. 1e klasse |
| ------- | ------------ | ------------------------- | ------------------- | ------------------------------------------------- | ----------------- |
| 1       | 12           | CS Brugeois               | Brugge              | terrein vlak bij de Smedenpoort                   | 12e               |
| 2       | 3            | FC Brugeois               | Brugge              | "Het Ratteplein" in de Sint-Baafs-wijk            | 14e               |
| 3       | 2            | Daring Club de Bruxelles  | Sint-Jans-Molenbeek | terrein aan de Jetse Steenweg 501                 | 8e                |
| 4       | 10           | Union Saint-Gilloise      | Ukkel               | terrein rue de Forest(tegenwoordig J. Bensstraat) | 10e               |
| 5       | 6            | Racing Club de Bruxelles  | Ukkel               | Stade du Vivier d'Oie (nr 10 op kaartje)          | 16e               |
| 6       | 13           | Beerschot AC              | Antwerpen           | terrein op het Kiel                               | 10e               |
| 7       | 1            | Antwerp FC                | Antwerpen           | terrein aan de Broodstraat op het Kiel            | 15e               |
| 8       | 24           | RC Malines                | Mechelen            | terrein aan de Oude Liersebaan                    | 1e                |
| 9       | 5            | Léopold Club de Bruxelles | Ukkel               | Brugmanpark (nr 23 op kaartje)                    | 16e               |
| 10      | 20           | Excelsior SC de Bruxelles | Vorst               | rue de la Société                                 | 3e                |
| 11      | 16           | Standard Club Liégeois    | Luik                | terrein rue de la Centrale in de wijk Sclessin    | 2e                |
| 12      | 19           | SC Courtraisien           | Kortrijk            | ?                                                 | 5e                |

## Eindstand
|   |    |                           | P  | W  | G | V  | +  | -  | DS  | Ptn |
| - | -- | ------------------------- | -- | -- | - | -- | -- | -- | --- | --- |
| K | 1  | CS Brugeois               | 22 | 16 | 3 | 3  | 76 | 24 | 52  | 35  |
|   | 2  | FC Brugeois               | 22 | 16 | 2 | 4  | 70 | 27 | 43  | 34  |
|   | 3  | Daring Club de Bruxelles  | 22 | 12 | 3 | 7  | 52 | 33 | 19  | 27  |
|   | 4  | Union Saint-Gilloise      | 22 | 12 | 3 | 7  | 55 | 36 | 19  | 27  |
|   | 5  | Racing Club de Bruxelles  | 22 | 11 | 2 | 9  | 52 | 43 | 9   | 24  |
|   | 6  | Beerschot AC              | 22 | 9  | 5 | 8  | 55 | 45 | 10  | 23  |
|   | 7  | Antwerp FC                | 22 | 9  | 3 | 10 | 44 | 46 | -2  | 21  |
|   | 8  | RC Malines                | 22 | 8  | 2 | 12 | 39 | 56 | -20 | 18  |
|   | 9  | Léopold Club de Bruxelles | 22 | 6  | 6 | 10 | 36 | 62 | -26 | 18  |
|   | 10 | Excelsior SC de Bruxelles | 22 | 6  | 4 | 12 | 36 | 60 | -24 | 16  |
|   | 11 | Standard Club Liégeois    | 22 | 5  | 4 | 13 | 32 | 48 | -16 | 14  |
| D | 12 | SC Courtraisien           | 22 | 1  | 5 | 16 | 20 | 87 | -67 | 7   |

P: wedstrijden gespeeld, W: wedstrijden gewonnen, G: gelijke spelen, V: wedstrijden verloren, +: gescoorde doelpunten, -: doelpunten tegen, DS: doelsaldo, Ptn: totaal punten
K: kampioen, D: degradatie

## Uitslagentabel
|                           |     | ANT | BEE | CSB | FCB | KOR | DAR | EXC  | LEO | RCB | USG | RCM | STA   |
| Antwerp FC                | ANT | X   | 4-0 | 3-2 | 3-2 | 1-1 | 3-1 | 1-0  | 5-1 | 3-4 | 1-2 | 4-0 | 1-1   |
| Beerschot AC              | BEE | 2-0 | X   | 1-3 | 4-3 | 8-0 | 1-2 | 5-1  | 1-1 | 3-3 | 2-2 | 6-3 | 4-2   |
| CS Brugeois               | CSB | 7-1 | 2-2 | X   | 0-3 | 4-2 | 5-2 | 3-0  | 5-1 | 6-0 | 2-0 | 7-0 | 4-0   |
| FC Brugeois               | FCB | 2-0 | 3-2 | 1-1 | X   | 6-2 | 1-0 | 11-0 | 6-1 | 3-1 | 2-1 | 6-1 | 4-0   |
| SC Courtraisien           | KOR | 0-0 | 2-3 | 0-0 | 0-3 | X   | 2-2 | 1-2  | 1-2 | 1-0 | 2-3 | 2-4 | 0-5ff |
| Daring Club de Bruxelles  | DAR | 4-1 | 2-1 | 1-0 | 2-3 | 5-0 | X   | 2-1  | 4-0 | 1-3 | 2-0 | 3-2 | 8-0   |
| Excelsior SC de Bruxelles | EXC | 3-0 | 2-2 | 1-2 | 2-1 | 6-1 | 2-2 | X    | 6-1 | 2-2 | 0-5 | 2-2 | 2-0   |
| Léopold Club de Bruxelles | LEO | 3-4 | 6-2 | 1-6 | 1-1 | 1-1 | 2-1 | 2-1  | X   | 1-6 | 3-2 | 4-0 | 0-0   |
| Racing Club de Bruxelles  | RCB | 3-1 | 2-1 | 1-3 | 2-5 | 8-2 | 2-3 | 2-1  | 5-1 | X   | 1-2 | 3-1 | 2-0   |
| Union Saint-Gilloise      | USG | 2-5 | 2-0 | 2-6 | 4-2 | 8-0 | 1-0 | 4-1  | 2-2 | 0-2 | X   | 4-0 | 5-2   |
| RC Malines                | RCM | 3-2 | 0-2 | 1-3 | 0-1 | 8-0 | 3-3 | 5-1  | 1-0 | 2-0 | 0-3 | X   | 1-0   |
| Standard Club Liégeois    | STA | 3-1 | 0-3 | 1-5 | 0-1 | 8-0 | 0-2 | 6-0  | 2-2 | 1-0 | 1-1 | 0-2 | X     |

## Topscorer
| Scorer       | Goals | Team        | Land   |
| ------------ | ----- | ----------- | ------ |
| Alphonse Six | 40    | CS Brugeois | België |

1895/96 · 1896/97 · 1897/98 · 1898/99 · 1899/00 · 1900/01 · 1901/02 · 1902/03 · 1903/04 · 1904/05 · 1905/06 · 1906/07 · 1907/08 · 1908/09 · 1909/10 · 1910/11 · 1911/12 · 1912/13 · 1913/14 · 1914/15 · 1915/16 · 1916/17 · 1917/18 · 1918/19 · 
1919/20 · 1920/21 · 1921/22 · 1922/23 · 1923/24 · 1924/25 · 1925/26 · 1926/27 · 1927/28 · 1928/29 · 1929/30 · 1930/31 · 1931/32 · 1932/33 · 1933/34 · 1934/35 · 1935/36 · 1936/37 · 1937/38 · 1938/39 · 1939/40 · 1940/41 · 1941/42 · 1942/43 · 1943/44 · 1944/45 · 1945/46 · 1946/47 · 1947/48 · 1948/49 · 1949/50 · 1950/51 · 1951/52 · 1952/53 · 1953/54 · 1954/55 · 1955/56 · 1956/57 · 1957/58 · 1958/59 · 1959/60 · 1960/61 · 1961/62 · 1962/63 · 1963/64 · 1964/65 · 1965/66 · 1966/67 · 1967/68 · 1968/69 · 1969/70 · 1970/71 · 1971/72 · 1972/73 · 1973/74 · 1974/75 · 1975/76 · 1976/77 · 1977/78 · 1978/79 · 1979/80 · 1980/81 · 1981/82 · 1982/83 · 1983/84 · 1984/85 · 1985/86 · 1986/87 · 1987/88 · 1988/89 · 1989/90 · 1990/91 · 1991/92 · 1992/93 · 1993/94 · 1994/95 · 1995/96 · 1996/97 · 1997/98 · 1998/99 · 1999/00 · 2000/01 · 2001/02 · 2002/03 · 2003/04 · 2004/05 · 2005/06 · 2006/07 · 2007/08 · 2008/09 · 2009/10 · 2010/11 · 2011/12 · 2012/13 · 2013/14 · 2014/15 · 2015/16 · 2016/17 · 2017/18 · 2018/19 · 2019/20 · 2020/21· 2021/22 · 2022/23 · 2023/24 · 2024/25